# The Science of Things
The Science of Things è il terzo album in studio del gruppo musicale inglese Bush, pubblicato il 26 ottobre 1999. È il loro ultimo album pubblicato su etichetta discografica Trauma Records.

## Tracce
Testi e musiche di Gavin Rossdale.
1. Warm Machine – 4:26
2. Jesus Online – 3:44
3. The Chemicals Between Us – 3:37
4. English Fire – 3:31
5. Spacetravel – 4:45
6. 40 Miles from the Sun – 3:39
7. Prizefighter – 5:41
8. The Disease of the Dancing Cats – 4:01
9. Altered States – 4:10
10. Dead Meat – 4:16
11. Letting the Cables Sleep – 4:36
12. Mindchanger – 4:48

## I brani diThe Science of Thingsnella televisione
- In un'intervista, Gavin Rossdale ha rivelato che la canzone Letting the Cables Sleep è stata scritta per un suo amico che ha contratto l'HIV. La canzone appare in episodio della sesta stagione di E.R. - Medici in prima linea intitolato Un dolce dolore.
- La seconda stagione di Streghe contiene due canzoni (The Chemicals Between Us e Letting the Cables Sleep) provenienti da questo album.

## Remix
La band symphonic metal / gothic metal Apocalyptica ha composto un remix della canzone Letting the Cables Sleep.

## Formazione
- Gavin Rossdale – voce, chitarra
- Nigel Pulsford – chitarra, cori
- Dave Parsons – basso
- Robin Goodridge – batteria

## Classifiche

### Classifiche settimanali
| Classifica (1999) | Posizione massima |
| ----------------- | ----------------- |
| Austria           | 18                |
| Belgio (Fiandre)  | 49                |
| Canada            | 6                 |
| Germania          | 19                |
| Nuova Zelanda     | 36                |
| Paesi Bassi       | 48                |
| Regno Unito       | 28                |
| Stati Uniti       | 11                |
| Svizzera          | 99                |

### Classifiche di fine anno
| Classifica (2000) | Posizione |
| ----------------- | --------- |
| Stati Uniti       | 150       |